# Фречилья
Фречилья (ісп. Frechilla) — муніципалітет в Іспанії, у складі автономної спільноти Кастилія-і-Леон, у провінції Паленсія. Населення — 197 осіб (2010).
Муніципалітет розташований на відстані близько 210 км на північний захід від Мадрида, 28 км на північний захід від Паленсії.

## Демографія
Динаміка населення (INE ):